# ダークハーフ
『ダークハーフ』 (DARK HALF) は、1996年5月31日に日本のエニックスから発売されたスーパーファミコン用ロールプレイングゲーム。
主人公のファルコおよび魔王を操作し、7日後に迫る人類滅亡までにそれぞれの目的を果たすために行動する内容となっている。勇者と魔王の対立軸を描いたストーリーや、「ソウルパワー」と呼ばれる独特のシステムが特徴となっている。
開発はウエストンが行い、プロデューサーはファミコン用ソフト『ジャストブリード』（1992年）を手掛けた渡辺泰仁、ディレクターはメガドライブ用ソフト『モンスターワールドIV』（1994年）を手掛けた西澤龍一、音楽はT's MUSICの濱田智之が担当している。

## ゲーム内容

### システム
本作は、一般のRPGとはかなりかけ離れた独特のゲームシステムを採用している。
- 本作独自のシステムにソウルパワーがある。ソウルパワーは歩くたびに減少し、0になるとゲームオーバーになる。敵との戦闘に勝利すれば回復するものの、その回復量は多いとは言えない。ソウルパワーはフィールドやダンジョンを歩くだけで減るので、ユーザーはソウルパワー不足の心配や不安からストレスを感じやすい。
- さらに、ダンジョンの仕掛けや罠が難解。特に、落とし穴など何度も無駄に歩き回される罠が多い。余計に歩く分、ソウルパワーの消費が増えるため、ユーザーがストレスを感じやすい。
- セーブの回数が限られている。セーブ後にセーブポイントが消滅する。セーブ後に少量ソウルパワーが手に入る。
- 戦闘の難易度は高めで、序盤から十分な育成を図らなかったユーザーは、中盤以降に地獄を見る。特に勇者側。
- 育成システム自体が経験値によるレベルアップなどがない特殊なシステムで上述のような制約の多い中での効率的な育成が困難。

本ゲームは、上記のことからソウルパワーを大きく消費するゲームバランスになっている。本ゲームはクリア可能な仕様であるが、キャラクターの十分な育成が前提となる。ソウルパワーがなくなるとゲームオーバーになるシステムのため、ソウルパワーの消費をできるだけ抑制したいと思うユーザーは大きなストレスを感じることになる。シナリオは節単位で進み、節の最初は一定のソウルパワー値から始まるが、節の長さがどこまでかを知らないと、ソウルパワーが間に合うか不安に陥りやすい。また、キャラクターの育成が不十分なまま次の節へ進むと、敵の強さからかなりの苦労を強いられることになる。
シナリオ
勇者と魔王を交互に操作して進めていくザッピング形式。ストーリーは節単位になっており、節の終了後は主人公を交代し、ソウルパワーは一定値に戻る。主人公の行動がもう片方の主人公の物語に影響を与えることがある。
グラフィック
視点はクォータービュー形式で、写実的な表現で描かれている。また、キャラクターのイラストは油絵で描かれている。

## 設定

### ストーリー
英雄神ローダと6人の聖騎士が魔王を封印してから1000年。人々は闇の恐怖から開放され、永きに渡り平和を享受していた。ところが最近、どこからともなく現れた「魔王復活」の不穏な噂が人々の間で交わされるようになった。
主人公であるファルコは、この噂を聞きつけ、魔王が封印されているとされる魔王の頂へと向かったが、運悪く魔王の復活に巻き込まれ、命を落としてしまう。不思議な声に導かれて死の淵から蘇ったファルコは、復活した魔王を倒すべく行動を開始する。
一方、1000年に渡る封印から解き放たれた魔王は、自らを封印した聖騎士6人に復讐するために動き出す。配下である3人の魔人の手助けを借り、聖騎士を追い求めて街へと繰り出しては人々を惨殺していく。
こうしてプレイヤーは、勇者と魔王という対極に位置する2人の主人公を交互に操作し、ストーリーを進めていく。7日間にわたる両者の世界の運命を賭けた攻防がストーリーの主軸となる。

### 用語
ソウルパワー
敵モンスターや人間を倒すことで得られる力。ルキュは魔法の使用に、人間はファティア（錬石）の交換に使う。数値が0になったらゲームオーバーになるが、ソウルパワーはフィールドやダンジョンを歩くだけで減るので注意が必要。
ファティア
人間の魂（ソウルパワー）を結晶化したもの。錬石とも呼ばれる。集めることで錬石士に武器や防具などの道具につくりかえてもらえるほか、ソウルパワーに戻すこともできる。なお、このゲームには通貨が登場しない。
魂の抜け殻
ルキュによって魂を抜かれた人間のなれの果て。ファルコが調べると希望の光やアイテムが手に入る。まれにゾンビ化して襲ってくることもある。
希望の光
ファルコが魂の抜け殻を調べると手に入ることがある謎のアイテム。死してなおこの世に残る人間の祈り。集めた数によってエンディングが変化する。
カオスオーブ＆マジックオーブ
人間キャラクターのステータスを上げるために必要なアイテム。カオスオーブは攻撃力・体力・素早さの中からランダムでひとつを、マジックオーブは魔力を向上させる。このゲームにはレベルアップや経験値が存在しないため、キャラクターの育成には不可欠である。敵モンスターを倒したり、ダンジョンで見つけたりすることで手に入る。
魔導書
人間が魔法を使うのに必要なアイテム。1回の使用で、ひとつ消費する。なお、ルキュはソウルパワーを消費して魔法を使うため、魔導書を必要としない。
ダークゲート
敵モンスターを仲間にする魔法。ルキュはモンスターを仲間にすることで、そのモンスターが覚えていた魔法を習得する。なお、ルキュのHP（ヒットポイント）は戦闘回数によって増える。が、上限は有る。
また人間側も5日目・6日目の錬石の館でダークゲートの魔導書とファティアとを交換可能。

## 登場人物

### 勇者側
ファルコ
本作の主人公の一人。ザガートの町で傭兵をしている青年。一度は魔王の復活に巻き込まれ生命を落とすものの、不思議な声の導きにより、この世に再び生を受ける。7日後の人類滅亡という運命を変えるため、魔王に立ち向かう。
ギルバルト
ロゥバム王国に仕える魔導士。師匠のカイオスと共にザガートの町を訪れ、カイオスの命でファルコと共に旅をするパートナーになる。
クレール
ファルコの仲間になる謎の女性。3日目にカマロの塔に向かう途中の洞窟で遭遇するが、4日目のシャマルの洞窟で仲間に加わることとなる。ギルバルトと同じく魔導士。

### 魔王側
ルキュ
本作の主人公の一人。人類が栄えるより前からこの世界に存在し、人々からは魔王と恐れられている存在。1000年前に英雄神ローダと6人の聖騎士たちによって封印されたが、現在は永い眠りから覚め、7日のうちに人間を滅ぼすと宣言した。宝箱には興味がないらしく、「くだらぬ箱」と気にも留めないので、ルキュでプレイ中の場合はアイテムを入手する事が出来ない。
「魔王」と人々に恐れられるが、一部の人間に対しては殺すこともなく「伝言を伝えろ」と言い見逃したりするなど謎が多い。
魔士ヴェルギル・魔人ディヴィズゥ・魔妖アーヴァ
ルキュの忠実な配下たち。ルキュのためにローダと聖騎士たちの行方を追っている。
ヴェルギルは大鎌を持った男で、4日目にシャマルの洞窟でファルコと対峙する。
アーヴァは冷血な魔女。3日目にベクトラの町でファルコと対峙する。
ディヴィズゥは主にルキュに助言と情報を提供し、唯一ファルコと対峙する事はない。

### 脇役
カレン
ファルコのガールフレンド。
ホセ
ファルコの弟分。
親方
ファルコ達傭兵のまとめ役。ルキュと対峙しても取り乱すこともなく自分の死を受け入れる、肝の据わった性格。
ネヤ
カレンの祖母。4日目にはシャマルの洞窟でも再会する事となる。
傭兵
交渉次第でファルコたちの仲間になる傭兵たち。最後まで一緒に戦ってくれるわけではなく、3日目から5日目までの一日の間のみ雇え、日付が変わるといなくなってしまう。傭兵の中には魔法が使える者も存在する。

### ロゥバム王国
カイオス
ギルバルトの恩師。ロゥバム王国の魔導士。
レイ
ギルバルトの双子の兄。剣士。国王の命で聖騎士エノットを追っている。「後ろ暗い仕事をしている」とロゥバム城下町の人間には噂されている。
ルキュに戦いを挑むも、「自分の主に欺かれている」と告げられ命を見逃される。
ウィンダム
ロゥバム王国の王子。国王の命により結界石を探している。負けず嫌いで気難しい性格。
ファルコ側3日目でカマロの塔で合流し、3日目の間共に戦う事となる。
国王
ロゥバム王国を治める国王。結界石によるバリアで魔王の侵攻を防ごうと考えている。
エセル
ロゥバムの兵士。モンデオの町の近くで瀕死の重傷を負っており、ファルコに形見を託して息絶える。
4日目に彼の帰りを待つ家族に「エセルの形見」を渡すと家族からささやかなお礼が貰える。

### 聖騎士
英雄神ローダ
かつて魔王として人々から恐れられていたルキュを6人の聖騎士と共に封印した人物。その際、ルキュとある約束をしたが、現在は行方不明。
聖騎士
かつてローダと共に魔王と戦った6人の戦士たち。ルキュを封印した際、魔王の力を得て不老不死になった。
ライナル・フェリー・デュハメル・エノット・ニース・バムの6人がおり、彼らを一人一人倒すことがルキュの目的である。
ライナル
ルキュからダークゲートの魔法を奪い、モンスターを行使して戦いを挑んでくる。
フェリー
カレラの塔に鎮座している。
デュハメル
ベクトラの町で、人々に「殺される運命を受け入れろ」と吹き込み、自らも屍のように生きていた。
エノット
ファルコが3日目に出会う事になる。剣士レイにも命を狙われている。ルキュの正体を知っており、石にされる際には彼の本当の姿を叫ぶことになる。
ニース
トーラスの町で、ルキュを信奉する教えを説いていた。長い年月の間に狂信じみた考えを抱き、行商に訪れた者さえ生贄に捧げるような行動を行ったことはルキュの怒りを買う事になる。
バム
聖騎士たちのリーダー。とある人物の正体でもある。

## スタッフ
- ディレクター：西澤龍一
- ゲーム・デザイナー：平田豊
- ‌メイン・プログラマー：渡辺勉
- スペシャル・エフェクト：石塚路志人
- キャラクター・デザイナー：大空真紀
- グラフィック・デザイナー：こうやまかなこ
- コ・グラフィック・デザイナー：盛岡三余、鷲見利恵子
- スペシャル・グラフィック：大空真紀、齋藤勝夫
- マップ・デザイナー：平田豊、こうやまかなこ
- シナリオ・ライター：安田尚樹
- イベント・スクリプト・デザイン：西澤龍一、鶴田道孝、浅川政夫
- コ・ディレクター：坂本慎一
- タイトル・ロゴ・デザイナー：盛岡三余
- サウンド・プロデュース：T's MUSIC
- サウンド・ディレクター：佐藤剛
- 音楽：濱田智之
- 演奏：妻木隆、佐藤剛
- パブリック・リレーションズ：曽根康征、斉藤義久、大塚充
- イラストレーション：木脇哲治
- アートワーク：大石直樹
- テクニカル・サポート：狩野健二郎、本間和文、武下善郎
- プロデューサー：渡辺泰仁
- プロダクト・マネージャー：本多圭司
- エグゼクティブ・プロデューサー：千田幸信
- パブリッシャー：福嶋康博

## 評価
ゲーム誌『ファミ通』の「クロスレビュー」では合計25点（満40点）、『ファミリーコンピュータMagazine』の読者投票による「ゲーム通信簿」での評価は以下の通り、21.0点（満30点）となっている。
| 項目 | キャラクタ | 音楽 | お買い得度 | 操作性 | 熱中度 | オリジナリティ | 総合 |
| 得点 | 3.4        | 3.7  | 3.4        | 3.4    | 3.4    | 3.8            | 21.1 |

## 関連書籍
- 『ダークハーフ 公式ガイドブック』 エニックス、1996年、ISBN 4-87025-886-2
- 『ダークハーフ 攻略黙示録』 講談社、1996年、ISBN 4-06-329259-2